# Арасатуба
Арасату́ба (порт. Araçatuba)  —  муниципалитет в Бразилии, входит в штат Сан-Паулу. Составная часть мезорегиона Арасатуба. Входит в экономико-статистический  микрорегион Арасатуба. Население составляет 178 839 человек на 2007 год. Занимает площадь 1 167,311 км². Плотность населения — 155,6 чел./км².

## История
Город основан 2 декабря 1908 года.

## Статистика
- Валовой внутренний продукт на 2003 составляет 1.261.673.755,00 реалов (данные: Бразильский институт географии и статистики).
- Валовой внутренний продукт на душу населения на 2003 составляет 7.171,17 реалов (данные: Бразильский институт географии и статистики).
- Индекс развития человеческого потенциала на 2000 составляет 0,848 (данные: Программа развития ООН).

## География
Климат местности: тропический. В соответствии с классификацией Кёппена, климат относится к категории Aw.